# Бредок
Бредок (также Фонтальная, балка Фабричная) — маловодная балка (река) в Симферопольском районе Крыма, правый приток Альмы. Длина водотока — 7,4 км, площадь водосборного бассейна — 18,3 км².

## География
Балка Бредок пролегает в триасовых сланцах восточнее села Партизанское (ранее Саблы). Пролегает в юго-западном направлении, согласно справочнику «Поверхностные водные объекты Крыма» имеет 8 безымянных притоков, длиной менее 5 километров, Николай Васильевич Рухлов описывал две балки, составляющие Бредок: Саблынскую и Давыдовскую. Ранее балка впадала в Альму в 50,0 километрах от устья, сейчас — в залив Партизанского водохранилища. Водоохранная зона балки установлена в 50 м.